# Cerro Negro de Mayasquer
Le Cerro Negro de Mayasquer est un stratovolcan situé à la frontière entre la Colombie et l'Équateur.